# Eleven (gruppo musicale)
Gli Eleven sono un gruppo alternative rock statunitense, formatosi a Los Angeles nel 1990.

## Storia del gruppo
In gioventù Jack Irons ed Alain Johannes formarono gli Anthym, con Michael Balzary (Flea) ed Hillel Slovak; questo gruppo cambiò poi nome in What Is This?. Flea, Irons e Slovak si aggregarono in seguito ad Anthony Kiedis, per formare i Red Hot Chili Peppers. Tuttavia Hillel e Jack, dopo i primi concerti, continuarono lo stesso a lavorare con Johannes: così i What Is This? Diedero alle stampe l'EP Squeezed, con Chris Hutchinson al basso. Dopo le registrazioni del secondo lavoro, prima Slovak e poi Irons lasciarono la band, ed iniziarono a dedicarsi a tempo pieno ai Red Hot Chili Peppers.
Johannes incontrò Natasha Shneider, e con lei formò il duo Walk The Moon, con Jack Irons e Chris Hutchinson al lavoro su numerose tracce. Quando Irons lasciò i Red Hot Chili Peppers nel 1988, questi si aggregò a Johannes e Schneider per formare gli Eleven.
Durante le registrazioni del terzo album Thunk, Irons se ne andò e si unì ai Pearl Jam, e Matt Cameron suonò la batteria per quattro tracce. Jack fu sostituito per qualche tempo da Greg Upchurch, per il quarto album Avantegardedog, ma poi tornò negli Eleven prima che cominciassero a lavorare per Howling Book. Anche Ric Markmann ha suonato il basso in alcuni concerti del gruppo, ma con gli Eleven non ha mai collaborato in sala di registrazione.
Il 2 luglio 2008 la cantante Natasha Shneider è scomparsa dopo una lunga lotta contro il cancro, la produzione dell'album in fase di registrazione è stata sospesa.

## Influenze musicali
Il gruppo cita come propri ispiratori Jimmy Page, Led Zeppelin, Beatles, Johann Sebastian Bach e Sergei Prokofiev.

## Collaborazioni e progetti collaterali
- Johannes e Schneider hanno lavorato su album come Euphoria Morning di Chris Cornell, Return Of Saturn dei No Doubt, Revive degli Steadman e The Desert Sessions 7&8 e 9&10 con Josh Homme.
- Con Chris Cornell hanno registrato una versione, rifatta da Shneider, dell'"Ave Maria" di Franz Schubert. Questo brano è apparso sulla raccolta A Very Special Christmas 3, nelle cui note gli Eleven ammettono di aver scelto un lavoro di musica classica per avvicinare i giovani a questo stile.

## I tour
Gli Eleven sono stati in tour con Pearl Jam, Soundgarden e Queens of the Stone Age.

## Curiosità
- Gli Eleven effettuano molte delle loro registrazioni nello studio 11AD: l'album Howling Book è stato autoprodotto, inciso e mixato interamente in questo studio.

## Formazione

### Formazione attuale
- Alain Johannes - voce, chitarra, sitar, tromba
- Jack Irons - batteria

### Ex componenti
- Natasha Shneider - voce, tastiere, basso
- Ric Markmann - basso
- Matt Cameron - batteria
- Greg Upchurch - batteria

## Discografia
- 1991 - Awake In A Dream
- 1993 - Eleven
- 1995 - Thunk
- 2000 - Avantegardedog
- 2003 - Howling Book